# Etyka zawodowa
Etyka zawodowa – zespół norm wyznaczających określone obowiązki moralne związane z wykonywanym zawodem i społecznymi stosunkami zawodowymi (np. etyka lekarska, prawnicza).
Są to spisane normy odpowiadające na pytanie, jak ze względów moralnych przedstawiciele danego zawodu powinni, a jak nie powinni postępować.
Etyka zawodowa próbuje stosować ogólne zasady i pojęcia moralne do praktycznych zagadnień danego zawodu. Wykorzystywana jest w zawodach, które określa się jako zawody zaufania publicznego, pojawiają się konflikty moralne i dylematy moralne, które wymagają refleksji i odpowiedzi normatywnej, regulującej postępowanie przedstawiciela zawodu.
Ustanawianie norm etyki zawodowej ma długą tradycję nie tylko w zawodzie lekarza, sędziego czy rycerza (żołnierza). Również zawody kupieckie i bankierskie mogły oczekiwać społecznej aprobaty pod warunkiem samoregulacji.
Ustanowione normy etyki zawodowej są zobowiązaniem grupy zawodowej do ich przestrzegania. Wyrazem zaufania społecznego jest nadanie grupie autonomii wraz z uprawnieniem do egzekwowania wysokiego statusu zawodowego.
Etyka zawodowa jest wspomniana w Konstytucji: „można tworzyć samorządy zawodowe, reprezentujące osoby wykonujące zawody zaufania publicznego i sprawujące pieczę nad należytym wykonywaniem tych zawodów w granicach interesu publicznego i dla jego ochrony” (art. 17, Konstytucja RP z 1997 r.).